# Sella de muntar

Sella anglesa

La sella o muntura és un element que uneix el genet als lloms d'un cavall. És usada per a una més gran comoditat del genet i per a tenir cura del llom de l'animal. No se sap amb precisió quan els genets van començar a fer servir algun tipus d'encoixinat o protecció, però una manta unida per algun tipus de cingla va ser probablement la primera "cadira de muntar", seguida més tard per dissenys encoixinats més elaborats. L'arbre de cadira de muntar va ser una invenció posterior, i encara que els primers dissenys d'estreps van ser anteriors a la invenció de l'arbre sòlid, l'estrep aparellat, que s'unia a l'arbre, era l'últim element de la cadira de muntar per arribar a la forma bàsica que encara s'utilitza actualment. Avui dia, les cadires de muntar modernes vénen àmplia varietat d'estils, cadascun dissenyat per a una disciplina eqüestre específica, i requereixen un ajust acurat tant per al genet com per al cavall. La cura adequada del selló pot perllongar la vida útil d'un selló, sovint durant dècades. La cadira de muntar va ser un pas crucial en l'augment de l'ús d'animals domèstics, durant l'Era clàssica. És usat per a la major comoditat del genet i per cuidar el llom de l'animal.

## Història

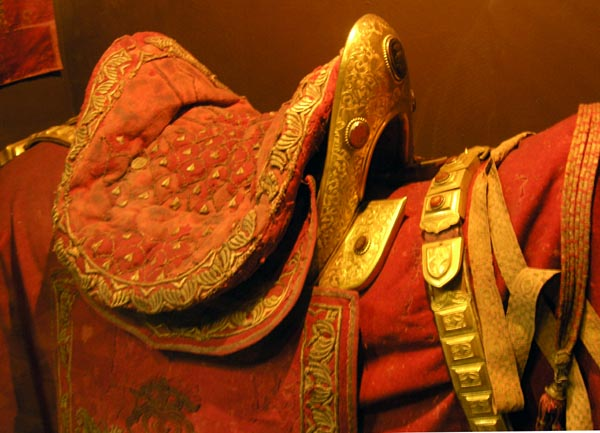
Sella del segle XVII

Hi ha evidència, encara que discutida, que els humans van començar a muntar a cavall per primera vegada no gaire després de la domesticació del cavall, possiblement ja el 4000 aC. Els primers genets no tenien cadires, sinó que cavalcaven a pèl. La cadira de muntar de cuir va ser inventada fa més de 2000 anys pels guerrers de les estepes asiàtiques. Aquest invent va revolucionar l'art de muntar a cavall. Muntats sobre aquesta sella, els guerrers podien lluitar de manera més eficaç, puix que disminuïen les caigudes. Aquests se subjectaven amb un pitral que incloïa coll de pit i baticola. Aquest invent va revolucionar l'art de muntar a cavall. Muntats sobre aquesta sella, els guerrers podien lluitar de manera més efectiva, ja que disminuïen les caigudes dels cavalls. Des de les primeres representacions, les selles de muntar es van convertir en símbol d'estatus. Per mostrar la riquesa i l'estatus d'un individu, s'hi afegien adorns a les cadires de muntar, inclosos elaborats treballs de costura i cuir, metalls preciosos com l'or, les talles de fusta i la banya, i altres adorns.
Els nòmades euroasiàtics del nord de l'Iran coneguts a Europa com a escites i a l'Àsia com Saka van desenvolupar una forma primerenca de cadira de muntar amb un marc rudimentari, que incloïa dos coixins de cuir paral·lels, amb una cingla adherida a ells, un pom i un cant amb revestiments desmuntables d'os/banya/cuir endurit, corretges de cuir, una gropa, pitral, i un feltre shabrack adornat amb motius animals. Aquests van ser localitzats en troballes de les Sepultures de Pazyryk. Aquestes cadires de muntar, trobades a l'altiplà d'Ukok, Sibèria van ser datades entre el 500 i el 400 aC. La prova iconogràfica d'un predecessor de la cadira de muntar moderna s'ha trobat en l'art dels antics armenis, antics assiris, i nòmades esteparis representats en els tallats en relleu de pedra assiris de l'època d'Assurnasirpal II. Els escites també van desenvolupar una cadira de muntar primerenca que incloïa adorns encoixinats i decoratius. Encara que no tenien un arbre sòlid ni estreps, aquestes primeres cadires i coixinets sense arbres brindaven protecció i comoditat al genet, amb un lleuger augment en la seguretat. Els sàrmates també usaven una cadira de muntar primerenca encoixinada i sense arbres, possiblement ja al segle vii i les antigues obres d'art gregues (art hel·lenístic) d'Alexandre el Gran de Macedònia representen una cadira de muntar.
A les armeries i col·leccions d'antiguitats es conserven cadires antigues de formes i caràcters molt artístiques. Les cadires més antigues que es conserven corresponen al segle xiii. Estan folrades de pergamí, tenen els esborranys molt alts i el defensa de forma semicircular en avanç pels costats, de manera que abracés al cavaller que anava en ella com encaixat a forcajades, amb les cames rectes. Són cadires de guerra com la major part de les antigues que es conserven.
En el segle xvii va canviar la forma de la cadira disminuint en altura els esborranys i el defensa humiliant-se sobre la cadira. La cadira es deia llavors d'armes, armada o bridona, tenia els arçons coberts amb xapes acerades; la cadira de muntar a la geneta era d'esborranys més alts però de manera semblant. Aquestes cadires del segle xvi i del segle xvii estan folrades amb teles llaurades i riques que els donen un aspecte pintoresc ia més els arçons, especialment el defensa, quan no estan folrats o coberts amb labors o composicions repujades, damasquinades, etc. estan decorades amb pasta o pintades, pintures que representen assumptes històrics o mitològics i solen estar fetes minuciosa i primorosament.

## Parts d'una sella
La sella es compon de diferents parts, en alguns països els noms varien però la funció és la mateixa. Sent la batalla la part on reposa el cos del genet.
- Arçó: Estructura de la sella en forma d'arc o U allargada on es penjaven les "pistoles d'arçó". És una peça generalment de fusta situada davant i darrere de la sella i del bast que els serveix d'ànima. No es veu perquè està coberta pel cuir o altre material sintètic.[10] A vegades es trenca i la sella és feta inútil, es pot reparar, però tan sols surt a compte si la sella està en bon estat.
- Seient, seti o siti
- Borrena davantera
- Borrena de darrere
- Bast
- Gambal
- Falca
- Faldó
- Cingla
  - Els vaquers tradicionals d'Hongria, els csikos, munten en selles sense cingla.[11]

### Estrep
Els estreps són peces, generalment metàl·liques, de formes diverses que permeten que el genet d'un cavall hi introdueixi els peus per a consolidar-se mentre cavalca. Fixats a la sella mitjançant els gambals, permeten una major comoditat, tant per a la cavalcadura com per al genet.

### Anella portaestrep
Element de la sella en el qual es subjecta la part superior dels gambals, o a la qual es pengen els gambals. Antigament era una anella tancada, però actualment s'utilitzen anelles obertes, o tancades amb una palanqueta a la part del darrere que es pot obrir alliberant el gambal en cas de caiguda. Si el peu del genet resta atrapat a l'estrep, s'evita doncs que aquest sigui arrossegat pel cavall. L'anella portaestrep és amagada (o protegida) pels faldonets.

## Tipus de sella

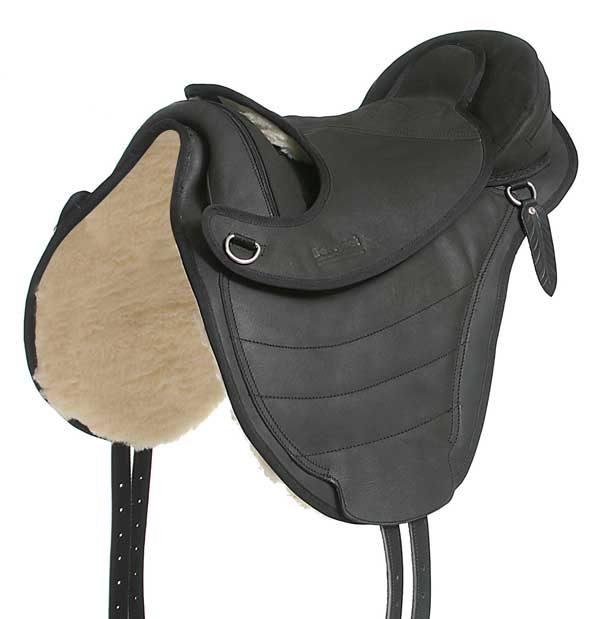
sella de doma

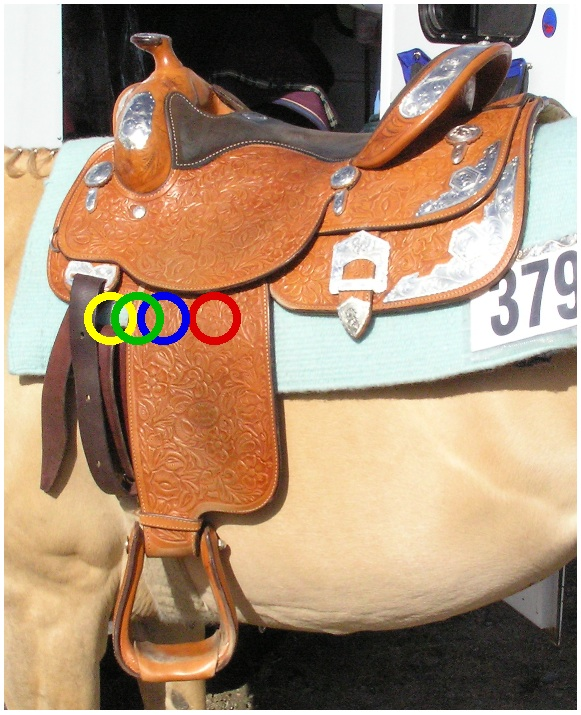
sella vaquera de cowboy

Hi ha una gran quantitat de tipus de selles, cadascuna està relacionada amb el tipus de munta que hom emprarà, la doma del cavall, els materials disponibles i la cultura del lloc d'origen.
- Les selles més simples, anomenades albardes o "aparells", consisteixen en un simple coixí de cuir o lona farcit d'un material esponjós i subjecte amb diverses cingles, el que ajuda a relaxar la fricció del pes del genet o de la càrrega sobre el llom de l'animal. Aquestes selles es continuen fent servir només en els ambients rurals, en muntures com rucs i mules, o els països en vies de desenvolupament, ja que els materials de què estan fetes són molt més simples que una sella convencional.

Hi ha una variant local i evolucionada d'aquesta sella, anomenada "Jerezana", que consisteix en una salefa de pell de xai (velló, cast. "zalea") sobre una superfície de cuir i ens Borrenes i suport mínims, i sense cap armadura interna. Aquesta sella és molt més lleugera i funcional que una sella normal, però més classista que una albarda comú
- Les selles de doma o de poltrer. Són les emprades per a fer un primer contacte entre el cavall i el genet, així com en els treballs de doma. Aquestes selles solen tenir Borrenes desenvolupats, puix que és més fàcil que el genet pugui necessitar alguna classe d'agafada al muntar, i també són menys rígides que les comunes. A l'hora d'usar-les, la primera sella de doma que es posa al poltre, és lleugera i més suau, ia mesura que la doma avança, es va tornant més pesada.

- sella de passeig. Per a aquest tipus de sella se sol utilitzar la sella anglesa. Es tracta d'una sella de pes mitjà, amb faldons laterals, Borrenes i suport pràcticament absents, i estreps simples. És bàsicament una sella multiús i està pensada per munta regular a l'estil "geneta", però no prolongada. És la més estesa a la pràctica de l'equitació amb múltiples variants segons el seu ús final. Hi ha unes més lleugeres que ocupen a l'hípica que és més lleugera perquè el cavall tingui menys pes. pol, salt, ensinistrament, etc. Cadascuna presenta variants d'acord amb la seva funció, així per exemple, una sella de salt, té els faldons més curts i arrodonits, amb la part frontal encoixinada, mentre que una sella de doma clàssica té els faldons molt llargs i sense encoixinar.

- sella texana : Aquest tipus de sella té moltes variants d'acord amb el país d'origen, així la sella vaquera dels Butteri italians és diferent a la sella vaquera emprada a Espanya, o la d'Austràlia, encara que la més coneguda internacionalment és sella de cowboy americà, i sella charro de Mèxic, que és molt semblant.

Tot i les variants locals, totes tenen una sèrie de característiques comunes, acords per a ser usades durant molt de temps, en condicions adverses i de treball dur, i que siguin còmodes tant per al genet com per a l'animal. La principal característica és que més que una sella, és una butaca, ja que és gran, àmplia, amb grans Borrenes i suport. Els seus estreps solen ser bastant grans, per protegir els peus del genet dels accidents, i la seva posició està lleugerament avançada, de manera que el genet pot anar lleugerament reclinat sobre la sella, el que ajuda a passar moltes hores treballant al camp. Són molt àmplies, cobrint gran superfície del llom de l'animal, el que ajuda a distribuir millor el pes del genet sobre el llom de l'animal, essent així menys molest.
En moltes variants locals es té el costum de guarnir profusament aquest tipus de sella, o bé proveir d'un velló.
Davall, les més destacades:
- Sella vaquera. aquest tipus de sella, la usada per a les feines del camp i en rejoneo, és àmplia, quadrada i sempre va coberta d'una Zalea, normalment blanca. Al s'esborren davanter sol lligar-se una peça de llana que, originalment, servia d'abric el genet, però que ha quedat com a ornament. Els estreps són molt grans, de ferro (normalment pintats de negre) i en posició avançada, de manera que el genet recolza tota la superfície d'aquest. Solen tenir adorns en forma de cuir trenat o repujat a les corretges que subjecten la Zalea, o bé a les "Borrenes"; sempre tenen dos cingles, una que envolta el cos del cavall i una altra que va enganxada a la cua tot al llarg del llom. La normativa de la doma vaquera espanyola diu que aquesta sella ha de ser negra, però també n'hi ha de color avellana.

- Sella de Cowboy. La més difosa internacionalment, encara que està pensada només per a un tipus de doma vaquera en concret. Té estreps amples, recoberts de cuir, és enfonsada en el seu pare del darrere i els faldons de cuir també presents en els estreps, a més, té una banya, on es lliga una corda o llaç amb la qual es subjecten els caps de bestiar. Al contrari de la sella espanyola, aquesta no utilitza Zalea, i és una sella àmplia i còmoda, pel genet i l'animal. Aquesta sella és usada pels Cowboys al Rodeo nord-americà.

- Sella xilena. Molt semblant a la texana, però no té la banya, ja que el llaç es amarra a la part del darrere del costat dret, aquesta muntura és usada pels Huasos al Rodeo xilè. La muntura xilena, igual que la vaquera tenen dos cingles que s'usa per assegurar contra l'estirada del bestiar amb el "llaç".

- Sella Bardella de Buttero. Hi ha tres tipus fonamentals de sella de Butteri, encara que totes tenen característiques comunes, tals com a forma oblonga, absència de faldons, i molt arquejades en la seva superfície, de manera que el genet queda enfonsat a la sella. Aquest tipus de sella sempre és encoixinat i ocasionalment, segons el tipus, té Zalea.

- Sella de Gardian de la Camarga. Similar a l'anterior i usada principalment pels "gardiens" de la Camarga en els seus cavallets típics de la regió, és una sella relativament petita per ser texana, sempre de cuir i amb Borrenes davanters en diferents posicions. També sol anar proveïda d'una cingla abans i d'ara que s'enganxa a la cua de l'animal. La seva principal característica són els seus estreps de ferro que formen una sèrie d'esparvers on es fica el peu del genet, de manera que en aquest cas el peu va dins de l'estrep i no donat suport.

- Sella d'alta escola. No s'ha de confondre amb la munta clàssica, que és un altre tipus. Es tracta d'una sella clarament barroca, que recorda molt a les usades tradicionalment a Europa durant segles. Hi ha variants segons el país, com la sella portuguesa, o la sella de les escoles franceses, però totes tenen en comú que són grans, amb faldons de cos rectangular i Borrenes molt desenvolupats, de manera que el genet va enganxat en ells. Els estreps també solen ser grans i amplis, de manera que es recolza el peu i no només la punta. Cal destacar els rics materials que solen tenir o presentar, així que els estreps solen ser sempre platejats i estar repussats, mentre que els materials de la sella solen estar adornats o coberts de teixits vellutats, a més del cuir.

A Espanya i Portugal s'estila un tipus de sella híbrida entre la tradicional portuguesa i la vaquera espanyola, de manera que presenta característics comuns com els grans Borrenes i l'ús de Zalea.